# Stora Örasjön
Stora Örasjön är en sjö i Halmstads kommun i Halland och ingår i Nissans huvudavrinningsområde. Sjön är 6,6 meter djup, har en yta på 0,015 kvadratkilometer och befinner sig 50 meter över havet.